# Tangyuan
Il tangyuan (cinese tradizionale: 湯圓; cinese semplificato: 汤圆; pinyin: tāngyuán; letteralmente "palla da zuppa") è un dolce tradizionale cinese a forma di palla a base di riso glutinoso che viene servito in un brodo caldo o in uno sciroppo. Sono disponibili in varie dimensioni, da una biglia a una pallina da ping pong, e talvolta sono ripiene di sesamo, arachidi o fagioli rossi. Il tangyuan viene tradizionalmente consumato durante la festa delle lanterne che coincide con il solstizio d'inverno ma poiché il suo nome è un omofono per unione (cinese tradizionale: 團圓; cinese semplificato: 团圆; pinyin: tuányuán) e simboleggia l'unità e l'integrità, questo piatto viene servito anche ai matrimoni, riunioni di famiglia, capodanno cinese e festa di Dongzhi.

## Nome
Storicamente, il piatto ha subito diverse variazioni di nomi, a partire dall'era dell'imperatore Yongle della Dinastia Ming, in cui si chiamava ufficialmente yuanxiao, nome palesemente derivato dal termine cinese per indicare la festa delle lanterne. Esso significa letteralmente "prima sera", ad indicare il primo plenilunio dopo il Capodanno cinese, il quale accade sempre in un novilunio. Tale nome è tutt'oggi utilizzato a nord della Cina.
Nel Cina del sud, la medesima pietanza assume il diverso nome di tangyuan, oppure tangtuan. Secondo una leggenda, il nome le fu cambiato durante il regno di Yuan Shikai, dall'anno 1912 al 1916, che disapprovava il nome yuanxiao in quanto omofono di un altro che significa "rimuovere Yuan" (元宵). Il nome tangyuan significa letteralmente "palle rotonde in zuppa", mentre tangtuan assume il simile significato di "gnocco rotondo in zuppa".

## Ingredienti
Sia nei tangyuan ripieni che in quelli vuoti, l'ingrediente principale è costituito dalla farina di riso glutinoso. Il ripieno dei tangyuan può essere sia dolce che salato.
I più popolari ripieni dolci sono:
- Pasta di sesamo nero (semi di sesamo nero macinati ed uniti a zucchero e strutto) - questo è il ripieno più comune;
- Anko;
- Noccioline tritate e zucchero.

## Portata

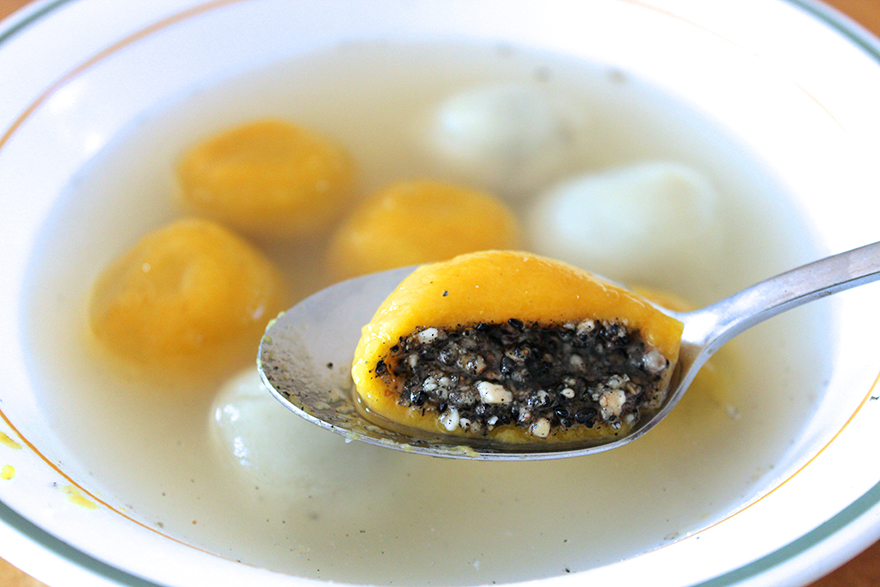
Tangyuan ripieno di pasta di fagioli rossi e sesamo

Il tangyuan viene cotto in acqua bollita, e se ripieno viene servito insieme all'acqua di cottura, da qui proviene il nome di "zuppa".
I tangyuan non ripieni sono serviti come parti di una zuppa dolce, mangiata come dessert e conosciuta nella cucina cantonese come tong sui, letteralmente "acqua zuccherata". I tipi più comuni di zuppa dolce sono:
- Hong dou tang
- Zuppa di sesamo nero
- Zuppa di zenzero e zucchero cristallizzato;
- Jiuniang (酒釀, detto anche láozāo, 醪糟), riso glutinoso fermentato, osmanto dolce e zucchero cristallizzato.

## Disponibilità
Le varietà più famose del dolce provengono da Ningbo e Wenzhou, località della provincia dello Zhejiang, ma sono tradizionalmente mangiate anche nel resto della Cina.
Originariamente, i tangyuan venivano associati alla festa delle lanterne e mangiati durante il suo svolgimento, ma in varie regioni hanno iniziato ad essere associati a tutto il periodo di festività del Capodanno cinese, oltre che alla festa del Dongzhi. Al giorno d'oggi tale cibo può essere mangiato anche durante tutto l'anno, ed è possibile acquistarlo nei supermercati asiatici non solo in Cina, ma anche oltreoceano.
Inoltre alcuni preferiscono friggere le palline, anziché bollirle.

## Piatti simili
Nel Vietnam del sud esiste un piatto simile ai tangyuan, di nome chè xôi nước, servito in un liquido tiepido e dolce insaporito con radici grattugiate di zenzero. Nel Vietnam del nord vi è la variante bánh trôi, chiamata anche bánh trôi nước, e la bánh chay. Quest'ultima viene servita con il latte di cocco. Il Gulab jamun è un dessert indiano che ha delle caratteristiche simili, è fatto di palline di massa al latte fritte e servite in una ciotola di sciroppo.